# Achillea virescens
Achillea virescens là một loài thực vật có hoa trong họ Cúc. Loài này được (Fenzl) Heimerl mô tả khoa học đầu tiên năm 1884.